# Künstlerische Reifeprüfung
Die künstlerische Reifeprüfung ist die Abschlussprüfung einer künstlerischen Ausbildung an einer Musikhochschule oder Musikakademie.
Der Künstlerischen Reifeprüfung geht die sogenannte Künstlerische Ausbildung voraus. Diese ist meist ein von in der Regel in ihrem Hauptfach sehr guten Studenten absolviertes Aufbaustudium. Sie kann aber auch von Studenten durchlaufen werden, die keine Hochschulreife und keinen Studienabschluss besitzen, wenn eine entsprechende hohe Eingangsqualifikation besteht (einmal musikalisches, technisches, interpretatorisches und theoretisches Niveau sowie das entsprechende Repertoire für die Aufnahmeprüfung – in der Regel 3 bis 4 Werke aus verschiedenen klassischen Epochen der sogenannten „Ernsten Musik“ (Renaissance, Barock, Klassik, Romantik, Impressionismus/Expressionismus, Moderne / Neue Musik)).
Studienziel ist die Entwicklung der Fähigkeiten und Fertigkeiten, ein klassisches Solokonzertrepertoire eigenständig zu erarbeiten und aufzuführen. Bei der Aufnahme für den Studiengang Künstlerische Reife müssen hohes technisches Niveau, Bühnentauglichkeit und künstlerische Ausstrahlung deutlich erkennbar sein.
Mit dem Bestehen der künstlerischen Reifeprüfung wird belegt, dass der Musiker über besondere interpretatorische Fähigkeiten und hervorragende künstlerische Fertigkeiten in einem bestimmten musikalischen Fachgebiet (Spielen eines bestimmten Musikinstrumentes, Gesang, Dirigieren, Komponieren usw.) verfügt.
Die nächste Aufbaustufe ist das Konzertexamen, zu welchem ein Student in der Regel auch nur mit einer Mindestnote (in der Regel im Einserbereich) zur Aufnahmeprüfung zugelassen wird.